# Jan Kazior
Jan Józef Kazior (ur. 12 marca 1951 w Krakowie) – polski inżynier, specjalista w zakresie metaloznawstwa i metalurgii proszków, profesor nauk technicznych, profesor Politechniki Krakowskiej im. Tadeusza Kościuszki i rektor tej uczelni w kadencji 2016–2020.

## Życiorys
W 1975 ukończył studia z zakresu metaloznawstwa i obróbki cieplnej na Akademii Górniczo Hutniczej im. Stanisława Staszica w Krakowie. Doktoryzował się w 1985 na Wydziale Mechanicznym Politechniki Krakowskiej im. Tadeusza Kościuszki (rozprawa doktorska dotyczyła wpływu spiekania z równoczesną obróbką cieplno-chemiczną na zmianę fizykomechanicznych właściwości spieków). Stopień doktora habilitowanego uzyskał tamże w 1994 na podstawie pracy pt. Analiza czynników technologicznych decydujących o własnościach spiekanych austenitycznych stali nierdzewnych. Tytuł naukowy profesora nauk technicznych otrzymał w 2004.
W latach 1975–1976 zatrudniony był w krakowskiej Hucie im. Lenina (na stanowisku starszego mistrza). W 1976 podjął pracę na Politechnice Krakowskiej. W 1994 został kierownikiem Zakładu Metalurgii Proszków. W latach 1996–1999 był prodziekanem Wydziału Mechanicznego PK. W kadencjach 2002–2005, 2008–2012 oraz 2012–2016 pełnił funkcję prorektora krakowskiej uczelni. W latach 2006–2008 był dyrektorem Instytutu Inżynierii Materiałowej PK. W kwietniu 2016 został wybrany na rektora Politechniki Krakowskiej w kadencji 2016–2020.
Autor ok. 60 publikacji naukowych. Współzałożyciel Polskiego Towarzystwa Materiałoznawczego, członek Komitetu Metalurgii PAN oraz Komitetu Nauki o Materiałach PAN. Wszedł w skład redakcji czasopism naukowych „Powder Metallurgy” i „Powder Metallurgy Progress”.
Odznaczony m.in. Złotym Krzyżem Zasługi (2001).